# Balaci
Balaci est une commune du județ de Teleorman en Roumanie.